# Synedoida howlandii
Synedoida howlandii là một loài bướm đêm trong họ Erebidae.